# Орлов, Игорь Михайлович
И́горь Миха́йлович Орло́в (род. 1935) — московский живописец. Народный художник Российской Федерации (2016), Заслуженный художник Российской Федерации (2000), член МСХа с 1967 года.

## Биография
Игорь Михайлович Орлов родился в 1935 году в древнем районе Москвы, 3амоскворечье в семье инженера-строителя. Ему не исполнилось ещё и шести лет, когда началась война. Отец вскоре ушёл на фронт, а будущий художник с матерью и старшим братом оказались в эвакуации в прикамской деревушке Контузла близ Елабуги. В своей книге Орлов пишет, что воспоминания о жизни на Каме значительно повлияли на его формирование как художника, бесконечно влюблённого в русскую природу. Вскоре после возвращения в Москву он поступает в художественную школу и, окончив её в 1954 году, поступает в Суриковский институт, который окончил в 1960. Через несколько лет в 1967 году вступает в Московский Союз художников.
Более полувека каждый день Игорь Орлов берёт в руки кисть и создаёт свой неповторимый мир наполненный светом и любовью к природе. «Творчество Орлова уникально. Его романтизм связан с прямым созерцанием мира, и здесь он соприкасается и с давней русской традицией, и с метафорическим восприятием природы, деревни, небесной сферы». «Пройдя все искушения молодых лет, Игорь как художник воспринял лучшие традиции мастеров русского и мирового искусства». «Желание объединить интерьер с пространством, вывести конкретное интимное пространство в небесную сферу становится на целый период одним из основных интересов художника („Летняя ночь“, 1977; „Вечерний интерьер (красный)“, „Интерьер с деревом“, оба — 1982; „Автопортрет в деревне“, 1983)». «Полотна последних лет отличают глубокая внутренняя умиротворённость, тишина, благодарная радость». Такова, к примеру, серия картин «Молитвы о спокойствии Земли».
Его картины неоднократно репродуцировались, о них писали в журналах: «Искусство», «Юный художник», газетах : «Культура», «Мир живописи», «Красный север» и т. д.
Работы И. М. Орлова хранятся в Государственной Третьяковской галерее, Государственном Русском музее, галерее «Арт Прима» (Москва), Волжской муниципальной картинной галерее, Краснодарском краевом художественном музее, Тольяттинской картинной галерее, Омском музее искусств, Архангельской картинной галерее, Орловской картинной галерее, Карельском музее изобразительных искусств, Магнитогорской картинной галерее, Томском художественном музее, Владимиро-Суздальском историко-архитектурном художественном музее, Культурном центре искусств Ульяновска, Рязанском художественном музее, а также в музеях и галереях в Туле, Сочи, Брянске, Херсоне, Перми, Красноярске, Новокузнецке, Оренбурге и во многих других городах России и стран СНГ, в частных коллекциях в Бишкеке,Софии, Кельне,Афинах, Бостоне,Вене и других городах.

## Выставки
1. Молодежные выставки московских художников — с 1960 по 1968 года.
2. Передвижная Выставка советских художников в Венгрии — 1969 г.
3. Выставка произведений художников Москвы к 100-летию рождения В. И. Ленина — 1970 г.
4. Осенняя выставка. Москва — 1973 г.
5. Групповая выставка.Москва — 1975 г.
6. Групповая выставка в Российской Академии художеств. Москва — 1975 г.
7. Всесоюзная выставка. Москва — 1976 г.
8. Международная выставка изобразительного искусства во Франции. Консюрмер — 1979 г.
9. Выставка произведений московских художников. Москва — 1980 г.
10. Выставка «40 советских художников в Дюссельдорфе». Дюссельдорф — 1982 г.
11. Выставка советских художников в Италии. Флоренция — 1983 г.
12. Персональная выставка. Москва — 1984 г.
13. Групповая выставка «Традиции». Москва, ЦДХ — 1990 г.
14. Совместная выставка русских и английских художников в Англии. «Общая Земля», Питерборо (Нью-Гемпшир)— 1991 г.
15. Групповая выставка московских художников. Бостон — 1991 г.
16. Персональная выставка в Австрии. Вена — 1992 г.
17. Выставка московских художников в Русской миссии в США. Нью-Йорк- 1993 г.
18. VIII Выставка художников России. Москва — 1993 г.
19. Выставка московских художников Б. А. Диодорова и И. М. Орлова в Русской миссии в Хельсинки — 1993 г.
20. Выставка московских художников в Русской миссии в Нью-Йорке — 1993 г.
21. Всероссийская выставка «Образ Родины». Орел — 1998 г.
22. Выставка посвященная 850-летию Москвы. Москва — 1997 г.
23. Выставка «Гармония контрастов». Москва — 1998 г.
24. IX Всероссийская художественная выставка «Россия IX». Москва — 1999 г.
25. Всероссийская художественная выставка «2000 лет Рождества Христова». Москва — 2000 г.
26. Выставка номинантов на Государственную премию. Москва — 2000 г.
27. Всероссийская художественная выставка «Образ Родины» II — 2002 г.
28. Персональная выставка. Москва — 2005 г.
29. Выставка «Образ Родины. Русская пейзажная живопись». Москва — 2007 г.
30. Выставка «Романтики реализма». Москва — 2007—2008 г
31. Выставка «Романтики реализма». Санкт-Петербург — 2009 г.
32. XI Всероссийская художественная выставка «Россия XI». Москва — 2009 г.
33. Выставка «Романтики реализма». Вологда — 2009 г.
34. Выставка «Романтики реализма». Нижний Новгород — 2010 г.
35. Персональная выставка. Москва — 2012 г.
36. Персональная выставка к 50-летию творческой деятельности Москва — 2012 г.
37. Выставка «Романтики реализма». Москва — 2012 г.
38. Юбилейная выставка МСХа. Москва — 2013 г.
39. Персональная выставка. Москва — 2013—2014 г
40. С 1976 года по 2012 год участвовал во всех Всесоюзных выставках «Россия».

## Награды
- 1984 — Четвёртая премия МСХа за лучшую работу года
- 1984 — Четвёртая премия МСХа за лучшую работу года
- 1986 — Первая премия Московской организации художественного фонда РСФСР
- 2000 — Заслуженный художник Российской Федерации[3]
- 2002 — Серебряная медаль Российской Академии художеств
- 2004 — Медаль имени А. А. Рылова, Союз художников России
- 2007 — Золотая медаль Российской Академии художеств
- 2010 — Золотая медаль Союза художников России за выдающийся вклад в изобразительное искусство
- 2011 — Премия имени Н. Крымова, МСХ
- 2013 — Медаль имени Н. Крымова, МСХ
- 2016 — Народный художник Российской Федерации[2]

## Публикации
- Орлов И. М. Опыты романтического реализма. — Москва: М-Сканрус, 2008. — 1500 экз. — ISBN 5-91340-020-8.
- Орлов И. М. Смотрю из детства. Записки художника. — Псков, 2005. — 144 с. — ISBN 5-94542-142-1.